# Aéroport de Chimoré
L'aéroport de Chimoré (code IATA : CCA • code OACI : SLHI) est un aéroport qui dessert la ville de Chimoré, département de Cochabamba, en Bolivie. L'aéroport est utilisé depuis 2006 comme base militaire par les États-Unis, mais est inauguré en tant qu'aéroport civil le 17 octobre 2015. 
L'aéroport dispose d'une seule piste de 4 kilomètres de long sur 60 mètres de large, ce qui constitue l'une des plus longues pistes du pays. Sa fréquentation et son utilisation demeurent toutefois modestes,. 
Les travaux ayant mené à sa mise en service ont nécessité des investissements publics de 36 millions de dollars. 

## Localisation
L'aéroport est situé au nord-est du département de Cochabamba, plus précisément dans la province de José Carrasco. 
| \| 20 km1:4 514 000 \| Camiri Chimoré Cobija Cochabamba El Trompillo Guayaramerín La Paz Oruro Potosí Puerto · Suárez Riberalta Rurrenabaque San Borja Santa Ana · del Yacuma Sucre Tarija Trinidad Uyuni Santa Cruz Yacuiba |
| 20 km1:4 514 000 |

## Compagnies aériennes et destinations
Les seuls vols civils réguliers à partir de l'aéroport sont en direction ou depuis l'aéroport international Jorge Wilstermann de Cochabamba,.
| Compagnies            | Destinations              |
| --------------------- | ------------------------- |
| Boliviana de Aviación | Cochabamba-J. Wilstermann |

Édité le 12/12/2020  Actualisé le 7/12/2023